# Drochower See
Der Drochower See ist ein rund 62 Hektar großes Gewässer auf der Gemarkung der Gemeinde Schipkau im Landkreis Oberspreewald-Lausitz im Land Brandenburg.

## Lage
Der See liegt nordnordöstlich des Gemeindezentrums und dort westlich des namensgebenden Ortsteils Drochow. Nördlich des Sees grenzt das Gebiet der Stadt Großräschen an. Westlich liegt der Schipkauer Ortsteil Annahütte mit dem Annahütter See, südlich die Siedlung Barranmühle. Sie wird durch die Bundesautobahn 13 von Drochow getrennt, die von Norden kommend in vorwiegend südlicher Richtung am See vorbeiführt.

## Geschichte
In der Nähe des Ortes wurde im Jahr 1885 der Tagebau Waidmannsheil aufgeschlossen und bis 1941 durch die Niederlausitzer Kohlenwerke AG betrieben. Im Zweiten Weltkrieg kam es zu zahlreichen Bombenangriffen auf das benachbarte BRABAG-Werk, sodass der Tagebau absoff und als Restloch 6 in den Akten geführt wurde. Experten vermuten, dass sich noch im 21. Jahrhundert Bagger auf dem Seegrund befinden. In der Zeit der DDR wurde das Restloch als Mülldeponie genutzt.
In den Folgejahren kam es zu zahlreichen Böschungsabbrüchen, die zunächst jedoch nicht beseitigt wurden. Drochow sollte im Zuge der Erweiterung des Tagebaus Klettwitz-Nord devastiert werden. Dies fand durch die veränderten politischen Rahmenbedingungen jedoch nicht statt. Nach der Wende erfolgte eine umfassende Sanierung der Böschung, die auch eine Neufassung der Steilküste auf der Drochower Seite umfasste. Das Restloch wurde zwischen 2001 und 2014 geflutet. Am Ostufer entstanden ein Seeweg sowie ein Aussichtspunkt. Bei den Arbeiten wurde ein Findling gefunden, der seit dieser Zeit am nördlichen Ortseingang des Dorfes steht. Ein naturbelassener Rundweg führt um den See. Durch das saure Grundwasser eignet sich der See, der sich in Privatbesitz befindet, jedoch nicht zum Baden.